# Thrypticus smargdinus
Thrypticus smargdinus är en tvåvingeart som beskrevs av Gerstaecker 1864. Thrypticus smargdinus ingår i släktet Thrypticus och familjen styltflugor. Inga underarter finns listade i Catalogue of Life.